# Davit Gabunia
Davit Gabunia (en georgiano დავით გაბუნია; Poti, 12 de abril de 1982) es un dramaturgo, novelista y traductor georgiano.

## Biografía
Davit Gabunia cursó estudios en la Universidad Ilia Chavchavadze de Tiflis, graduándose en la facultad de Lengua y Literatura Inglesa en 2003.
Sus obras teatrales han sido puestas en escena en el Teatro del Distrito Real en Tiflis, en el Teatro Nacional Rustaveli, y en los teatros de Poti —su ciudad natal— y Batumi.
En su faceta de traductor, ha traducido obras de Shakespeare, Strindberg e Ibsen, así como la serie de novelas de Harry Potter.
Dentro de Georgia, Gabunia es conocido por sus ideas proeuropeas.

## Obra
Davit Gabunia ha sido dos veces ganador del premio de teatro independiente Duruji (2013-14) por la mejor nueva obra georgiana del año. Ha obtenido también el premio literario SABA —el más prestigioso de Georgia— en 2014 a la mejor obra de teatro.
Su primera novela, Desmoronándose (დაშლა), apareció en 2017 y se convirtió en un best-seller en Georgia.
Es una historia íntimista de una joven familia georgiana contada por varios narradores desde diversas perspectivas: las diferentes voces muestran los mundos aislados de los personajes desde sus propios puntos de vista.